# Bruce Kimball
Bruce Kimball, né le 11 juin 1963, est un plongeur américain.

## Biographie
Trois ans avant les Jeux olympiques, en 1981, Kimball a été frappé de plein fouet par un conducteur ivre. Chaque os de son visage était fracturé, sa jambe gauche était cassée, ses ligaments étaient déchirés, son foie était lacéré, il avait une fracture du crâne et sa rate devait être enlevée. Quand il est retourné à la plongée neuf mois plus tard, il a gagné le surnom de "The Comeback Kid". Durant l'été 1982, il a participé aux Championnats du monde à l'épreuve de la plate-forme à 10 mètres et a remporté une médaille de bronze.
Aux Jeux olympiques d'été de 1984, il a doublé Li Kongzheng avec son dernier plongeon pour remporter la médaille d'argent.
Le 1er août 1988, deux semaines avant les épreuves olympiques américaines de plongée, Bruce Kimball, ivre, a foncé sur une foule d'adolescents alors qu'il roulait à environ 110 à 140 km/h, tuant deux garçons et en blessant quatre autres . Malgré la tragédie, Kimball a pris part aux essais pour intégrer l'équipe olympique, mais n'a pas réussi à en faire partie. Il a ensuite plaidé coupable à deux chefs d'accusation d'homicide involontaire coupable et a été condamné à dix-sept ans de prison. Il a été libéré le 24 novembre 1993, après avoir purgé une peine de moins de cinq ans. Dans le cadre de sa peine, son permis de conduire a été révoqué définitivement par le juge Harry Lee Coe.

## Palmarès

### Jeux olympiques
- Los Angeles 1984
  -  Médaille d'argent en plateforme 10 mètres[2].

### Championnats du monde
- Championnats du monde de natation 1982
  -  Médaille de bronze en plateforme 10 mètres
- Championnats du monde de natation 1986
  -  Médaille de bronze en plateforme 10 mètres